# Kor Royal Cup 2014
Der Kor Royal Cup 2014 (thailändisch ฟุตบอลถ้วยพระราชทาน 2557) war die 79. offizielle Ausspielung des Wettbewerbs und wurde am 1. Februar 2014 zwischen dem thailändischen Meister Buriram United sowie dem Vizemeister Muangthong United ausgetragen. Muangthong trat als Vizemeister an, da Buriram United 2013 auch den FA Cup gewann. Das Spiel fand im Suphachalasai Stadium in der thailändischen Hauptstadt Bangkok statt. Buriram United gewann das Spiel durch ein Tor von Jay Simpson mit 1:0.

## Spielstatistik
| Paarung           | Buriram United – Muangthong United |
| Ergebnis          | 1:0 (0:0) |
| Datum             | 1. Februar 2014 um 18:30 Uhr |
| Stadion           | Suphachalasai Stadium, Bangkok |
| Schiedsrichter    | Sivakorn Pu-udom |
| Tore              | 1:0 Jay Simpson (79.) |
| Buriram United    | Siwarak Tedsungnoen – Suree Sukha, Pratum Chuthong, David Rochela, Theerathon Bunmathan – Jakkaphan Kaewprom, Suchao Nuchnum (90.+1' Charyl Chappuis), Anawin Jujeen, Kai Hirano (71. Jirawat Makarom) – Carmelo González, Leandro Torres (65. Jay Simpson) Cheftrainer: Alejandro Menéndez ( Spanien)     |
| Muangthong United | Visanusak Kaewruang – Piyaphon Phanichakul, Atit Daosawang, Ri Kwang-chon, Suriya Singmui – Sarach Yooyen (57. Thitipan Puangchan), Datsakorn Thonglao , Mario Gjurovski (71. Kasidech Wettayawong), Milan Bubalo (86. Sarawut Masuk) – Teerasil Dangda, Jay Bothroyd Cheftrainer: Scott Cooper ( England) |
| Gelbe Karten      | Jay Simpson (77.), Jirawat Makarom (85.), Jakkraphan Kaewprom (88.) – Sarach Yooyen (35.), Piyaphon Phanichakul (37.), Datsakorn Thonglao (87.) |

### Auswechselspieler
| Auswechselspieler | Auswechselspieler |
| --- | --- |
| Buriram United | Muangthong United |
| - Yotsapon Teangdar - Charyl Chappuis ▲ (90.+1) - Jirawat Makarom ▲ (71.) - Surat Sukha - Jay Simpson ▲ (65.) - Kittiphong Pluemjai | - Patiwat Khammai - Todsapol Lated - Pak Nam-Chol - Wuttichai Tathong - Chainarong Tathong - Chitchanok Xaysensourinthone - Anuwat Inyin - Pathompol Charoenrattanapirom - Kasidech Wettayawong ▲ (71.) - Thitipan Puangchan ▲ (57.) - Sarawut Kanlayanabandit - Pairote Sokam - Weerawut Kayem - Sarawut Masuk ▲ (86.) |